# Cheilodipterus
Cheilodipterus – rodzaj morskich ryb z rodziny apogonowatych. 

## Klasyfikacja
Gatunki zaliczane do tego rodzaju:
| - Cheilodipterus alleni - Cheilodipterus arabicus - Cheilodipterus artus - Cheilodipterus intermedius - Cheilodipterus isostigmus - Cheilodipterus lachneri - Cheilodipterus macrodon - Cheilodipterus nigrotaeniatus - Cheilodipterus novemstriatus | - Cheilodipterus octovittatus - Cheilodipterus parazonatus - Cheilodipterus persicus - Cheilodipterus pygmaios - Cheilodipterus quinquelineatus - Cheilodipterus singapurensis - Cheilodipterus subulatus - Cheilodipterus zonatus |

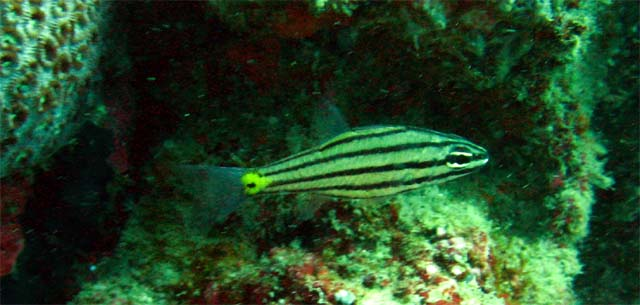
Cheilodipterus isostigmus
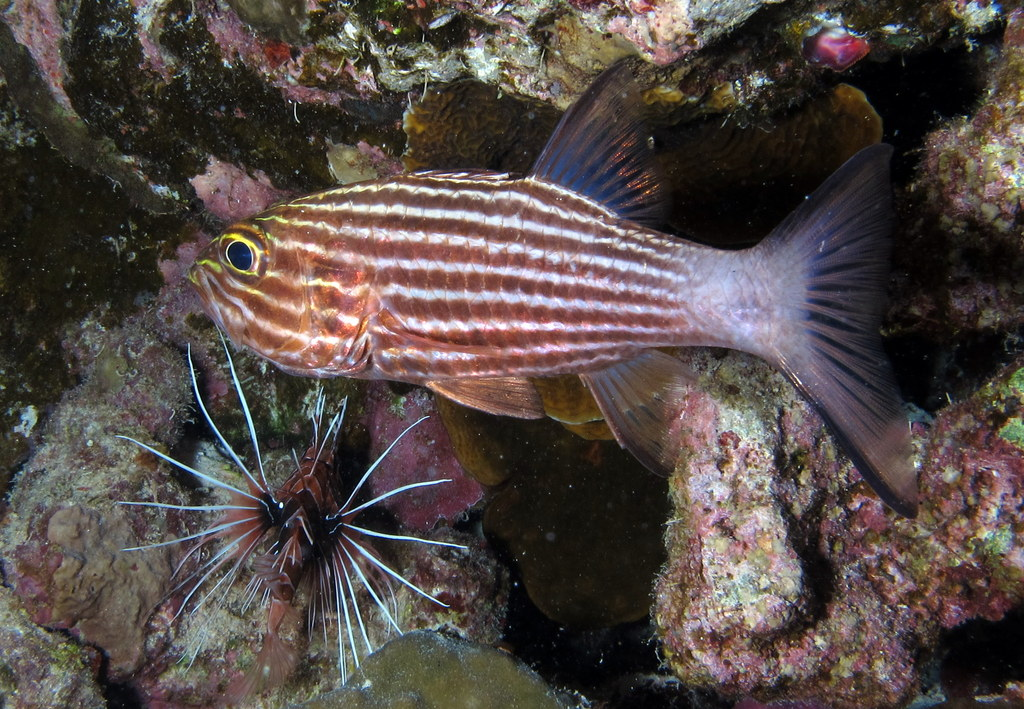
Cheilodipterus macrodon
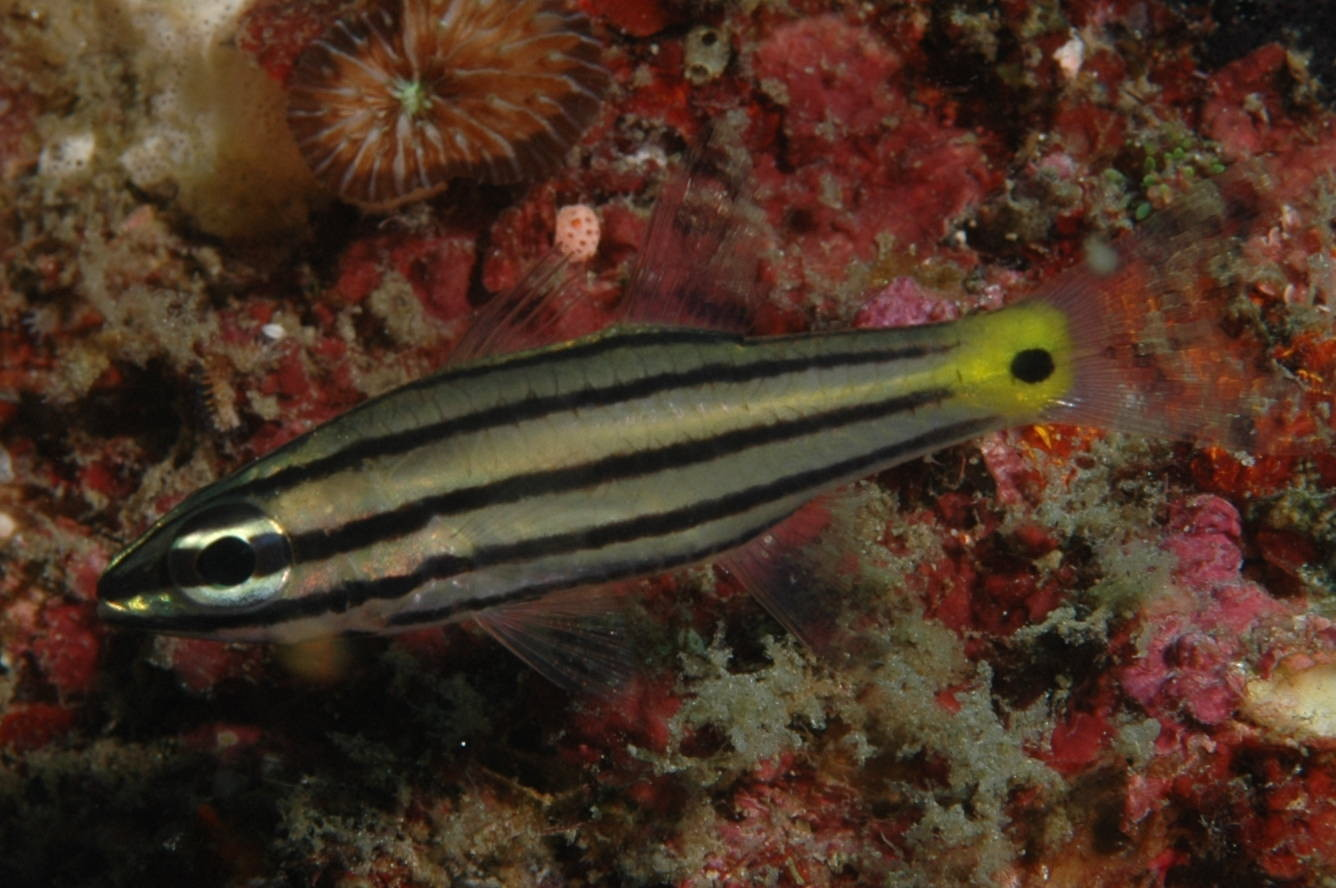
Cheilodipterus quinquelineatus